# 마지드 부게라
마지드 부게라(아랍어: مجيد بوغرة, Madjid Bougherra, 1982년 10월 7일, 프랑스 롱빅 ~)는 알제리의 전 축구 선수로, 현 축구 감독이다. 선수 시절 포지션은 센터백이다.

## 경력
- 2010년 아프리카 네이션스컵 국가대표
- 2010년 FIFA 월드컵 국가대표
- 2014년 FIFA 월드컵 국가대표
- 2015년 아프리카 네이션스컵 국가대표

## 수상
알제리
- 아프리카 네이션스컵 : 4위 (2010)